# 气旋锡德
特強氣旋風暴錫德（英語：Very Severe Cyclonic Storm Sidr，聯合颱風警報中心編號：06B），是2007年北印度洋气旋季第4个被命名的热带气旋，11月11日在孟加拉湾生成，其后强度一度达到萨菲尔-辛普森飓风等级中的五级强度（美国联合台风警报中心认定）是孟加拉湾有史以来最强烈的被命名的气旋之一，後來被氣旋費林超越。

## 發展過程
在11月11日，一低氣壓在布萊爾港之西南形成。第二天，它增強為一氣旋風暴並被命名為Sidr。同日，它增強為一強烈氣旋風暴。同日，它增強為一特強氣旋風暴。11月15日，它在西孟加拉邦和奧里薩邦登陸，並減弱為一氣旋風暴。第二天，它減弱為一低氣壓，印度氣象部為它發出最後報告。除為孟加拉帶來嚴重傷亡外，亦使云南迪庆州德钦县境内普降暴雪。